# Jean Baptiste Ladvocat
Jean Baptiste Ladvocat (Vaucouleurs, 3 gennaio 1709 – Parigi, 29 dicembre 1765) è stato un abate francese, letterato, dottore, bibliotecario e professore della Sorbona.

## Opere

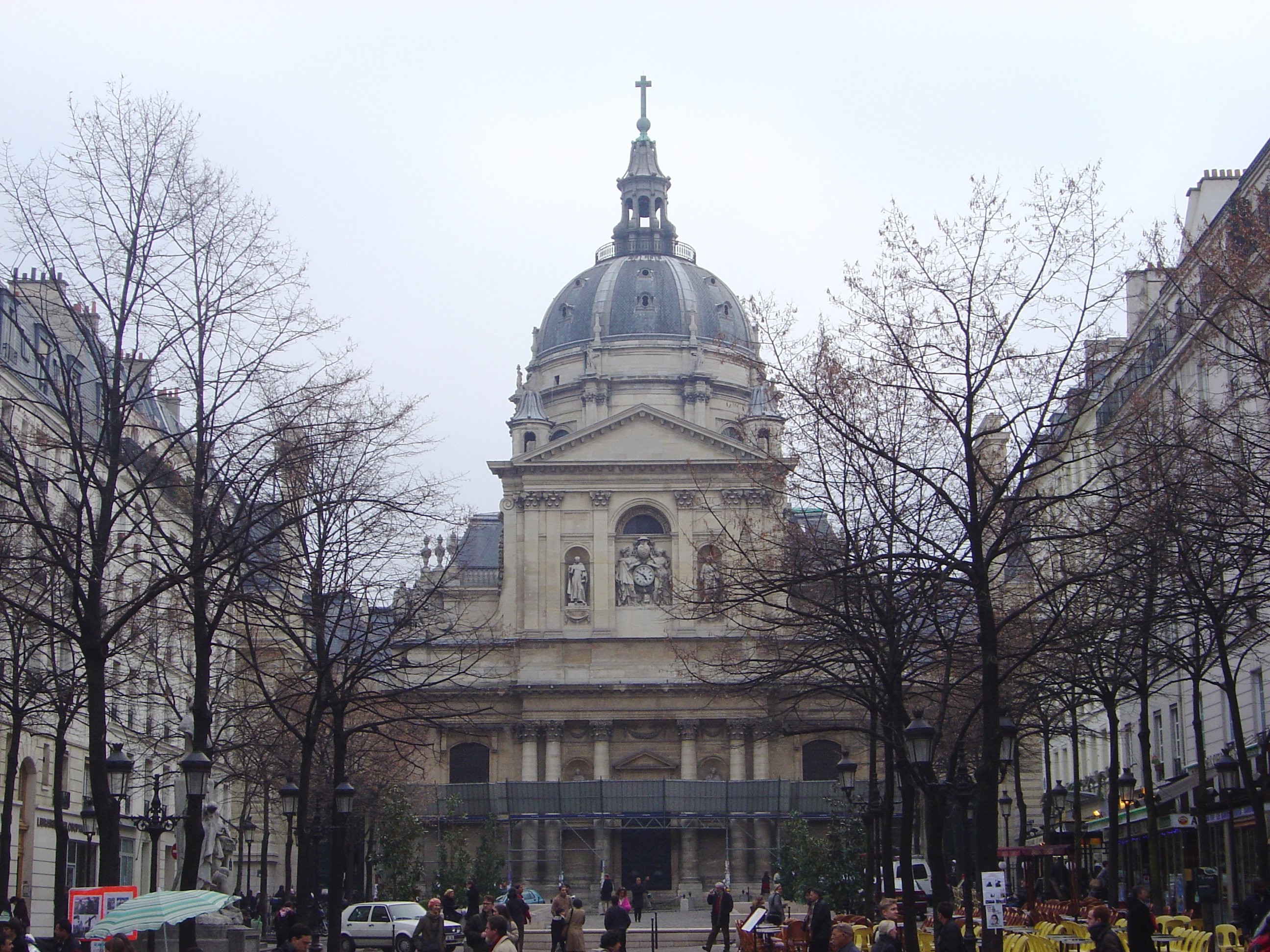
Un'entrata della Sorbona

- Dizionario storico, portatile che contiene la storia de' patriarchi, de' principi ebrei, degli imperadori, de' re, e de' grandi capitani; degli dei, degli eroi dell'antichità pagana, ec. de' papi, de' ss. padri, de' vescovi, e de' cardinali più celebri; e generalmente di tutti gli uomini illustri nelle arti, e nelle scienze ec. Colle loro opere principali, e colle migliori edizioni di esse;  Nel quale si dà un'idea di tutto ciò, che v' ha di più interessante nella storia sacra, e profana. Opera utile per l'intelligenza della storia antica, e moderna, e per la conoscenza degli scritti, e delle azioni de' grandi uomini, e delle persone illustri, composto in francese dal signore abate Ladvocat dottore, e bibliotecario di Sorbona, professore nella cattedra d'Orléans in Sorbona; e trasportato in Italiano. Edizione novissima Ora per la prima volta divisa in sette tomi, Riscontrata nuovamente con maggior diligenza coll'originale francese, ed arricchita di parecchi articoli non più stampati in verun' altra, e di molte importanti notizie de' principali concilj, Oltre non poche correzioni essenziali, e varie altre aggiunte considerabili, col supplemento intiero di Giangiuseppe Origlia Paulino posto a' suoi luoghi, e colle note del p. d. Anton Maria Lugo somasco, ora pure corrette, accresciute, e migliorate. Tomo (...) Bassano, MDCCXCV a spese Remondini di Venezia. Con licenza de' superiori.
- Dictionnaire géographique portatif , di cui l'abate Ladvocat fu autore, grazie alla sua traduzione ed ampliamento di alcuni dizionari geografici, con lo pseudonimo di Vosgien.
- Jean-Baptiste Ladvocat, Dictionnaire géographique portatif ou Description de tous les royaumes, provinces, villes... des quatre parties du monde (in-8°), Didot, 1747,  p. 572. ;
- Jean-Baptiste Ladvocat, Lettre sur le rhinocéros, à M.***, Membre de la Société Royale de Londres (in-8°), Thiboust, 1749. ;
- Jean-Baptiste Ladvocat e Paul Denis Burtin, Bibliothèque annuelle et universelle contenant un Catalogue de tous les livres qui ont été imprimés en Europe pendant les années 1748 à 1750 (6 vol. in-12), Lemercier, 1751. ;
- Jean-Baptiste Ladvocat, Dissertation historique et critique sur le naufrage de Saint Paul, 1752,  p. dans le Recueil R, Luxembourg, in-12, pp. 19-122. ;
- Jean-Baptiste Ladvocat, Dictionnaire historique portatif contenant l'Histoire des patriarches, des princes hébreux, des empereurs, des rois et des grands capitaines (2 vol. in-8°), Didot, 1752, 1755, 1760. ;
- Jean-Baptiste Ladvocat, Grammaire hébraïque à l'usage des écoles de Sorbonne, avec laquelle on peut apprendre les principes de l'Hébreu sans le secours d'aucun maître (in-8°), Humblot, 1755, 1765, 1789,  p. 196. ;
- Jean-Baptiste Ladvocat, Jugement et observations sur les traductions des Psaumes de M. Pluchs et de M. Gratien, et en particulier sur celles des RR. PP. capucins et de M. Langeais, à l'usage des écoles de Sorbonne (in-12), 1765. ;
- Jean-Baptiste Ladvocat, Notice d'un manuscrit original apporté à Paris en 1764 (envoyé par l'abbé Ladvocat. Notice insérée dans Le Journal des savants), Jean Cusson, août 1765,  p. 540. ;
- Jean-Baptiste Ladvocat, Lettre dans laquelle il examine si les textes originaux de l'Écriture sont corrompus, et si la Vulgate leur est préférable (in-8°), 1766,  p. 135. ;
- Jean-Baptiste Ladvocat, Lettre sur les deux premiers volumes du Nouveau Dictionnaire historique (de dom Chaudon)., insérée dans les Mémoires de Trévoux, février 1766 (Voy. le Journal des savants de mars 1767, p. 194).